# Meriem Mebarki (escrime)
Pour les articles homonymes, voir Meriem Mebarki.
Meriem Mebarki, née le 22 juin 2003, est une escrimeuse algérienne.

## Carrière
Meriem Mebarki est médaillée d'argent en fleuret par équipes aux Championnats d'Afrique d'escrime 2017 au Caire et médaillée de bronze en fleuret par équipes aux Championnats d'Afrique d'escrime 2019 à Bamako.
En avril 2021, elle remporte le tournoi de qualification olympique africain au Caire, obtenant ainsi sa qualification pour les Jeux olympiques de Tokyo.
Elle est médaillée d'argent en fleuret par équipes aux Championnats d'Afrique d'escrime 2022 à Casablanca ainsi qu'aux Championnats d'Afrique d'escrime 2023 au Caire.
Elle remporte la médaille d'or en fleuret individuel ainsi qu'en fleuret par équipe aux Jeux panarabes de 2023 en Algérie.